# Obchodní dům Jednota (Trnava)
Obchodní dům Jednota (slovensky Obchodný dom Jednota) je hlavní obchodní dům, který se nachází v uvedeném městě na západě Slovenska. Stojí na adrese Trojičné námestie 5915/9, přímo naproti Domu kultury.

## Poloha
Dům vyplňuje značnou část bloku domů, které se rozkládají mezi Trojičním náměstím, ulicí Zelený rinok, Dolnopotoční a Hviezdoslavovou.

## Popis objektu
Vícepatrový obchodní dům má podlažní plochu 7580 m2 Třípatrový objekt vznikl v duchu architektury ovlivněnou brutalismem, nicméně nikoliv v tak nápadné a výrazné podobě, jako je tomu u sousedního Domu kultury. Fasáda byla nápadně rozčleněna a doplněna vertikálními prvky. V jejím čistém ztvárnění vynikly pouze prvky ventilace v nejvyšším patře. Ve své době měl 14 obchodů.

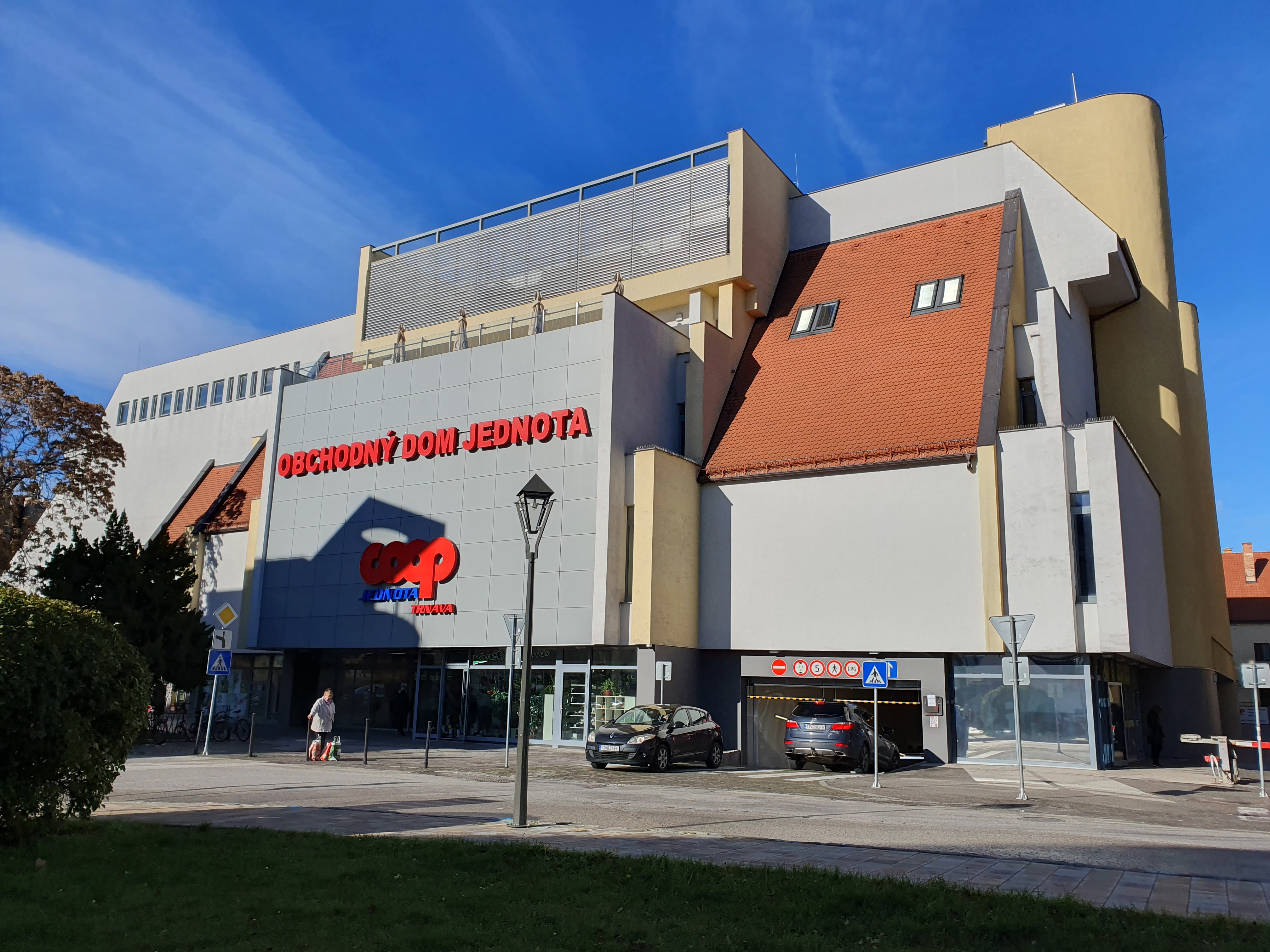
Fasáda budovy.

## Historie

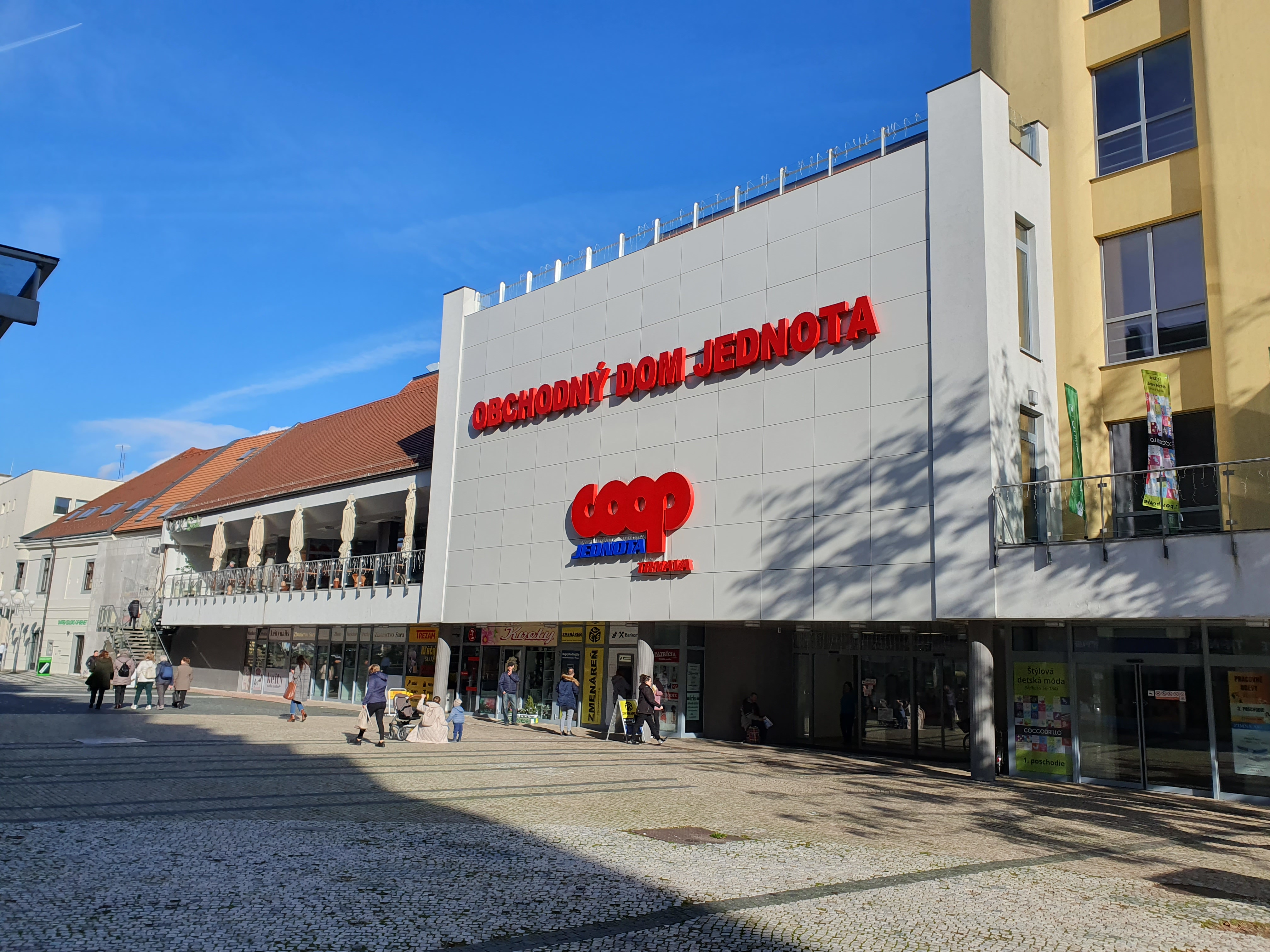
Budova po rekonstrukci.

Projekt obchodního domu byl vypracován v roce 1973. Autorem návrhu byl architekt Lumír Lýsek, který za realizaci získal v roce 1980 Cenu Dušana Jurkoviče a rovněž byl oceněn medailí světového bienále architektury Interarch 83 v Sofii. V obou oceněních bylo zdůrazněno zdařilé kompoziční začlenění do kontextu historického prostředí města.
Stavba byla dána do užívání v roce 1980 (dne 23. října) jako největší obchodní dům svého druhu na Slovensku.
Od roku 2010 bylo diskutováno rozšíření a modernizace obchodního domu, neboť interiéry objektu přestaly vyhovovat potřebám prodeje své doby, zastaraly a zároveň vyžadovaly obnovu. Cílem rekonstrukce bylo zvýšit podlahovou plochu pro nákupní prostor o 2500 m2, zmenšit mírně prostory administrativní a vybudovat podzemní parkoviště.
Plán obnovy také předpokládal rozšíření šikmých střech, s čímž pan Lýsek souhlasil. V roce 2012 poté, co investor obdržel stavební povolení, se předpokládalo, že rekonstrukce bude zahájena v témže roce a realizována po částech, s celkovou dobou trvání čtyř až pěti let. Práce byly dokončeny v roce 2019. O pět let později město Trnava revitalizovalo prostor před samotným obchodním domem.